# 杨昆贤
杨昆贤（1941年12月22日—），马来西亚砂拉越政治人物，人联党党员，曾出任公共工程部副部长及砂拉越州实淡宾国会议员，也是人联党中央委员 。